# Aldino Muianga
Aldino Muianga (* 1. Mai 1950 in Lourenço Marques) ist ein mosambikanischer Schriftsteller und Chirurg.
Aldino Muianga studierte Chirurgie. Er ist nationaler Koordinator der Gemeinwesenarbeit in Mosambik.

## Ehrungen/Preise
- Prémio Literário TDM, 2001
- Prémio Literário Da Vinci, 2003
- Prémio José Craveirinha de Literatura, 2009[1].

## Werke
- Xitala Mati, (1987)[2]
- Magustana, (1992)
- A Noiva de Kebera, (1999);
- Rosa Xintimana, (2001); (Prémio Literário TDM)
- O Domador de Burros, (2003); (Prémio Literário Da Vinci)
- Meledina ou história de uma prostituta, (2004)
- A Metamorfose, (2005)
- Contos Rústicos, (2007)
- Contravenção - uma história de amor em tempo de guerra, (2008), Prémio José Craveirinha de Literatura